# Mecyclothorax sobrinus
Mecyclothorax sobrinus är en skalbaggsart som beskrevs av Sharp 1903. Mecyclothorax sobrinus ingår i släktet Mecyclothorax och familjen jordlöpare. Inga underarter finns listade i Catalogue of Life.